# جزیره چارپاناک

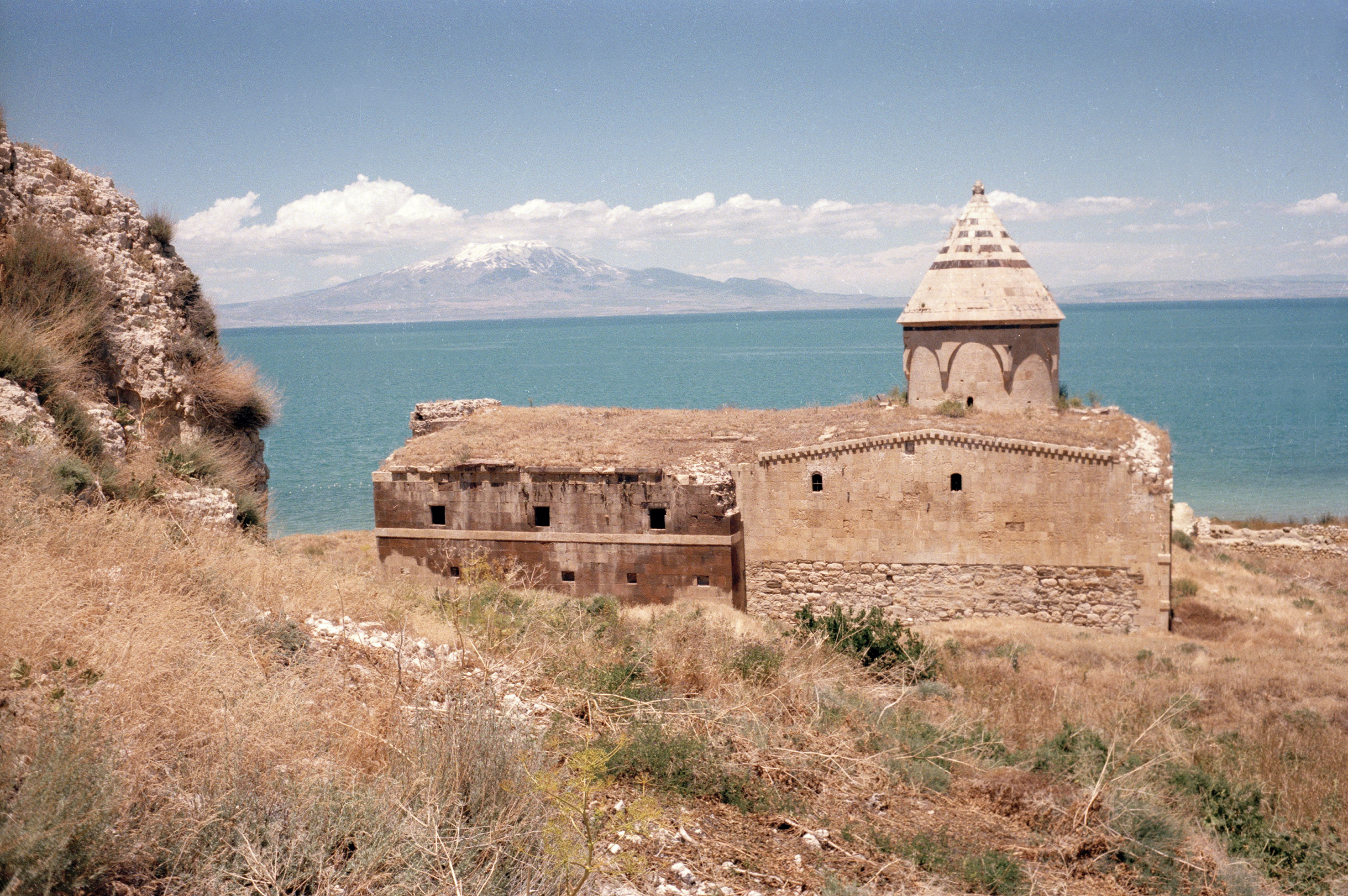
نمایی از کلیسای کتوتس متعلق به سده ۱۵ میلادی در جزیره چارپاناک

جزیره چارپاناک (ترکی استانبولی: Çarpanak Adası) یا کتوتس (به ارمنی: Կտուց կղզի) جزیره کوچکی در دریاچه وان است. اکنون این مکان خالی از سکنه است، اما قبلاً دارای یک صومعه ارمنی به نام کتوتس بود و ویرانه‌های آن هنوز دیده می‌شود.

## نگارخانه

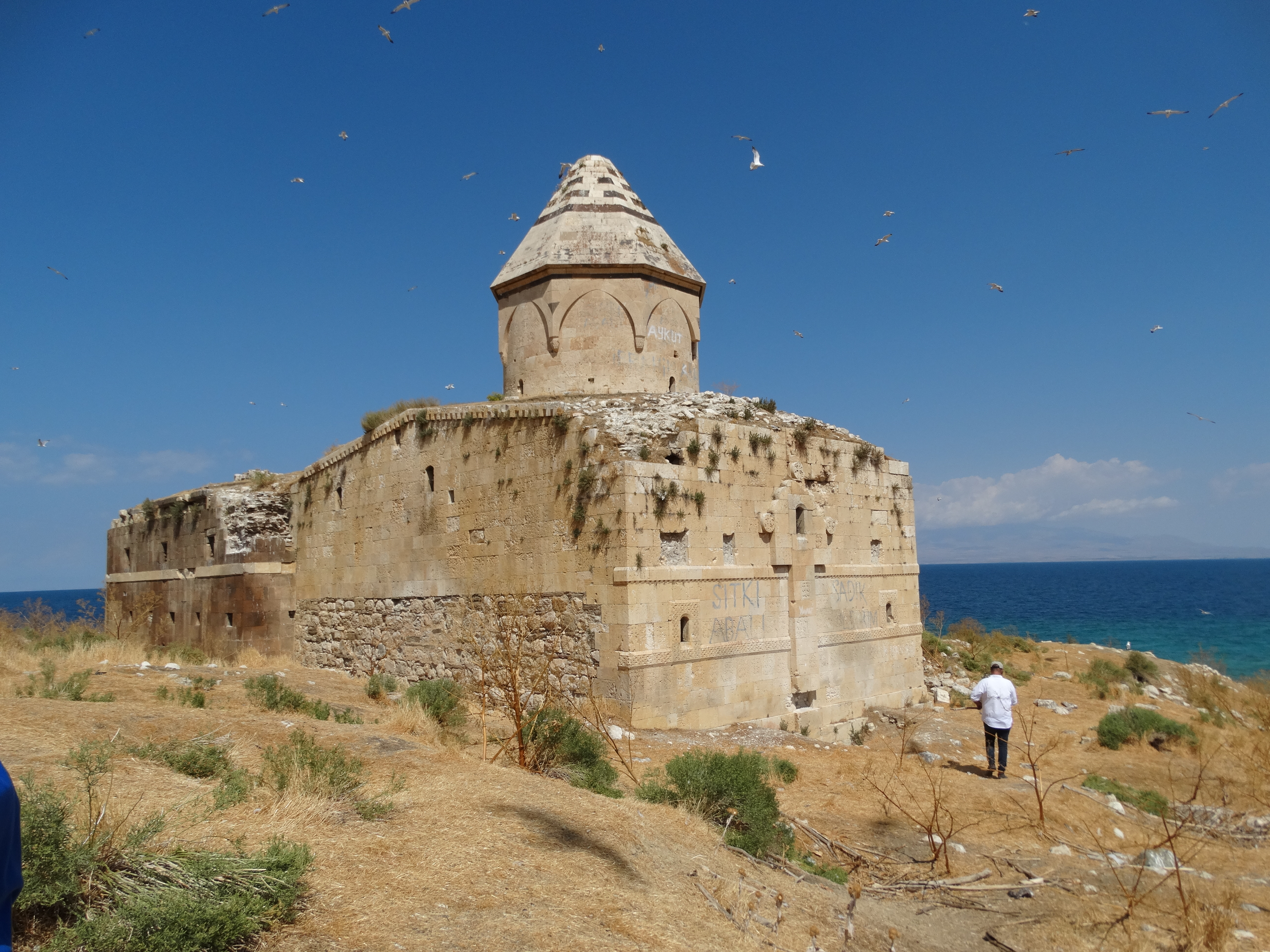
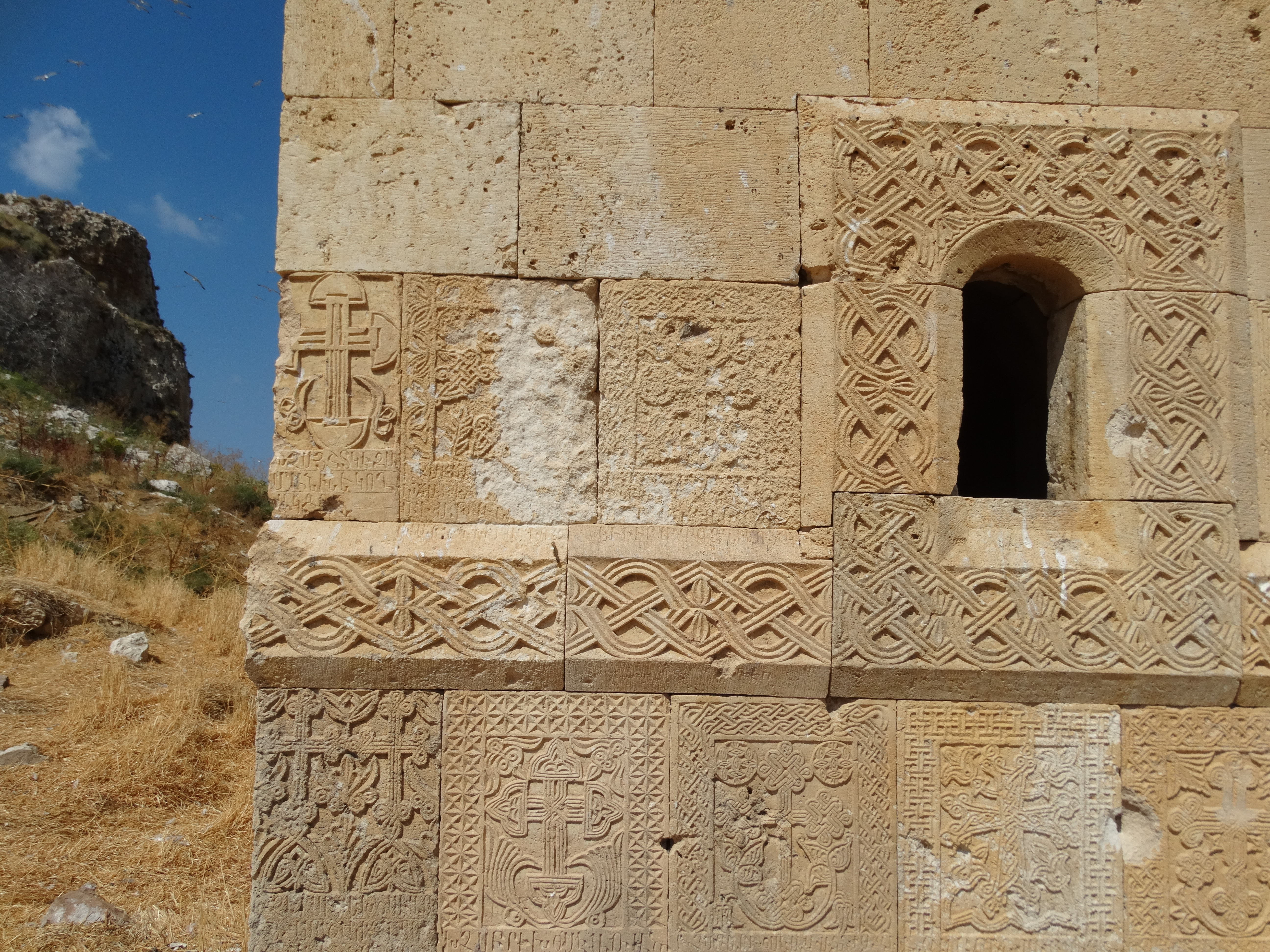
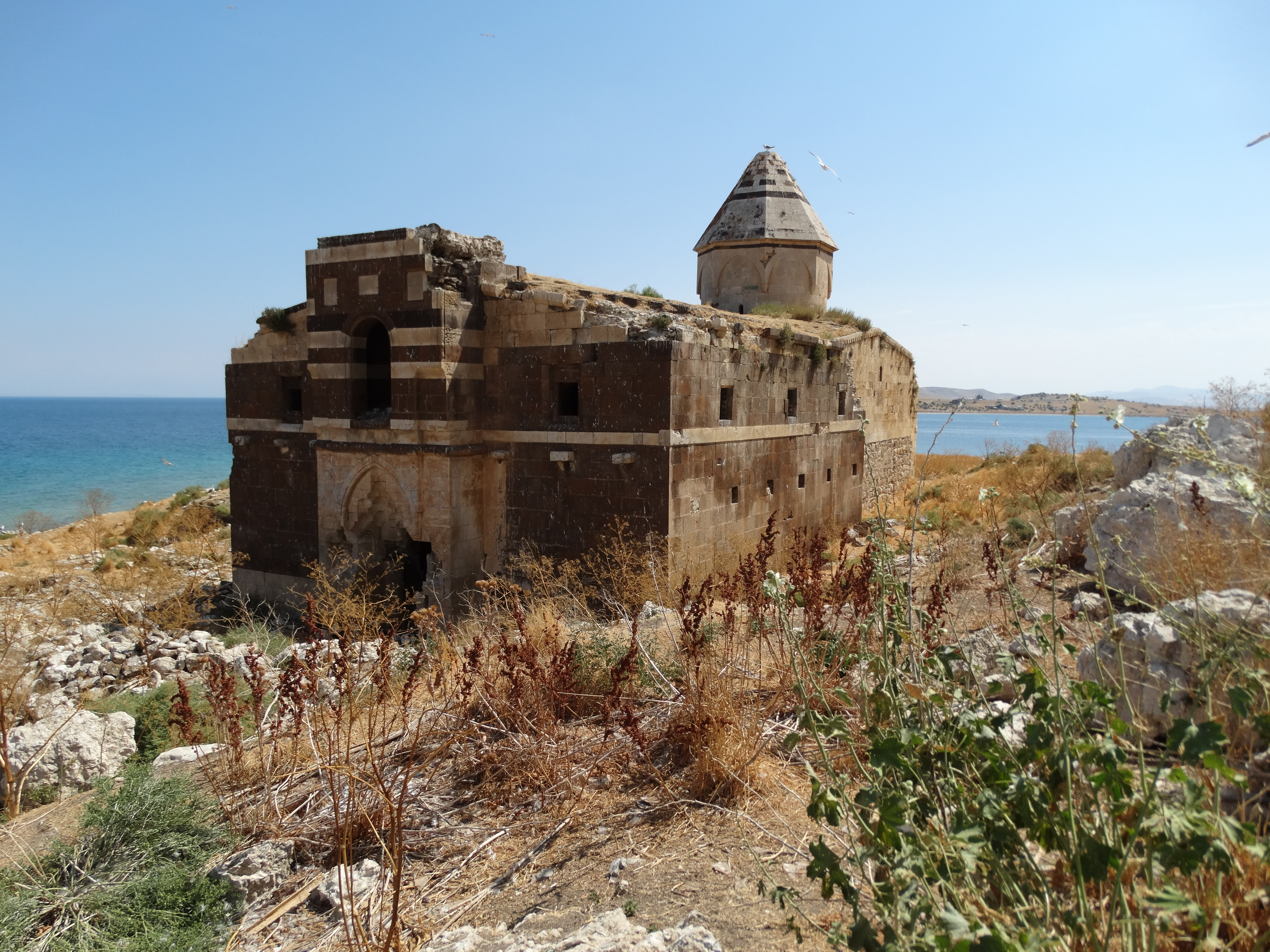
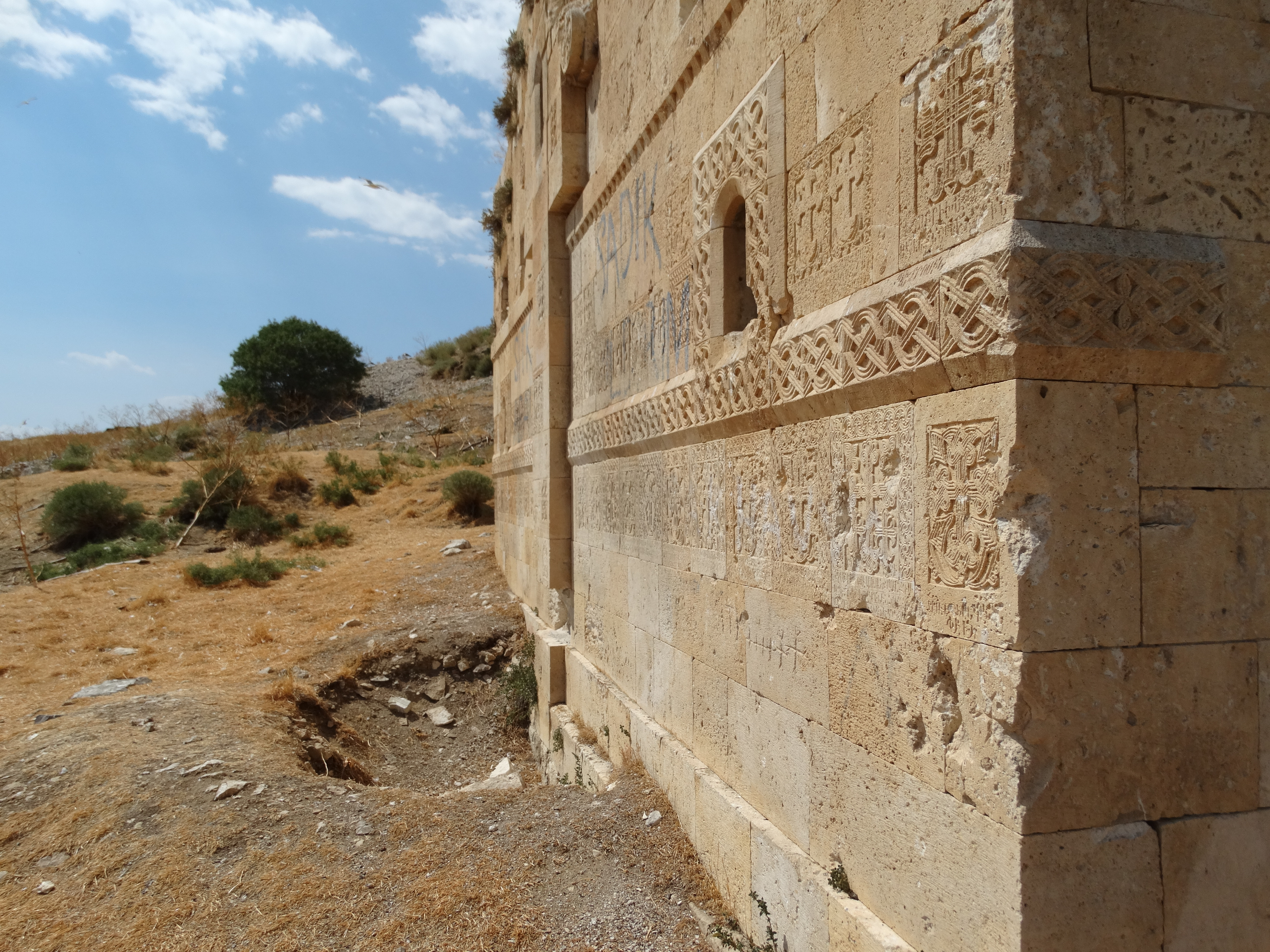
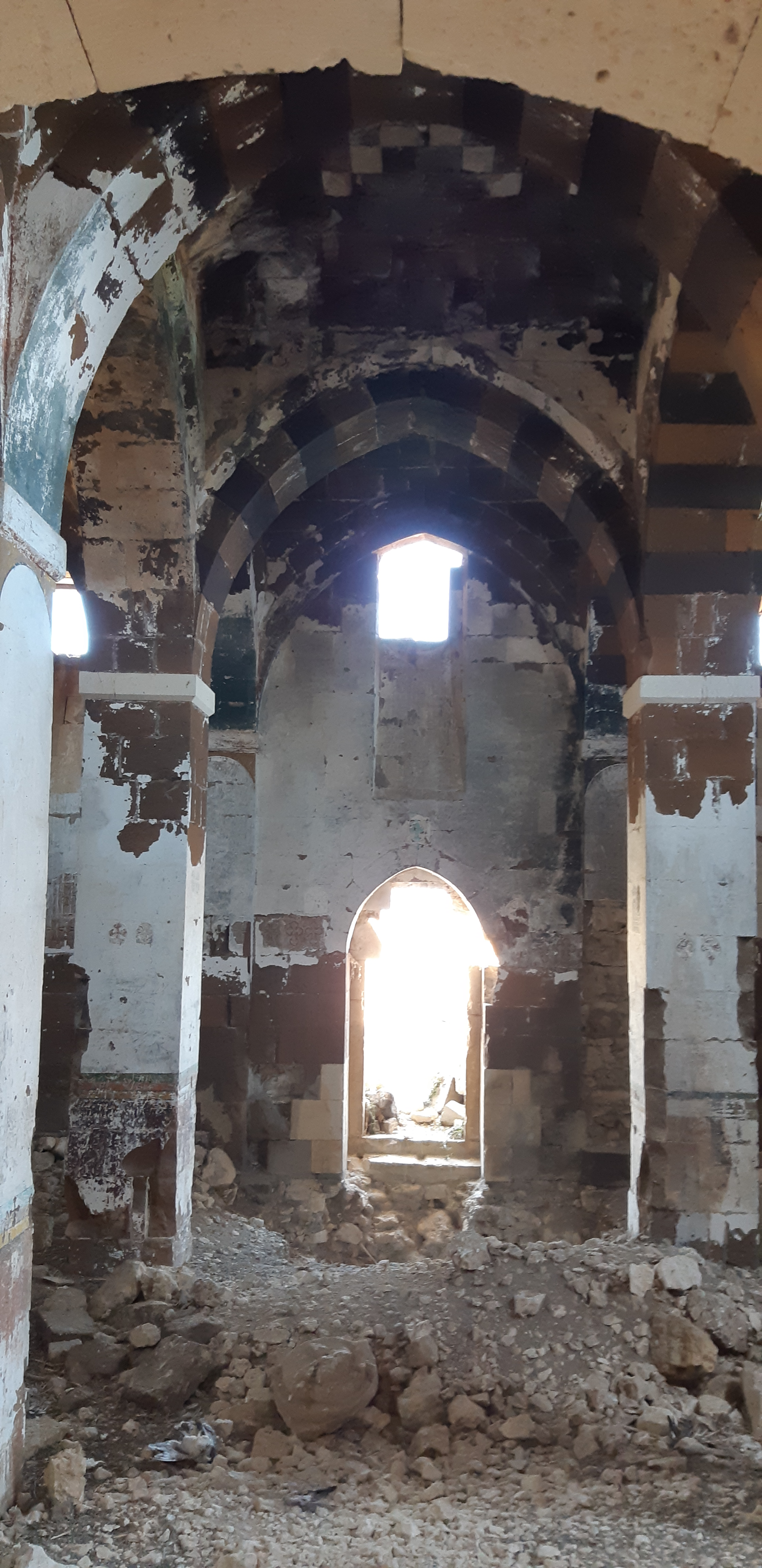
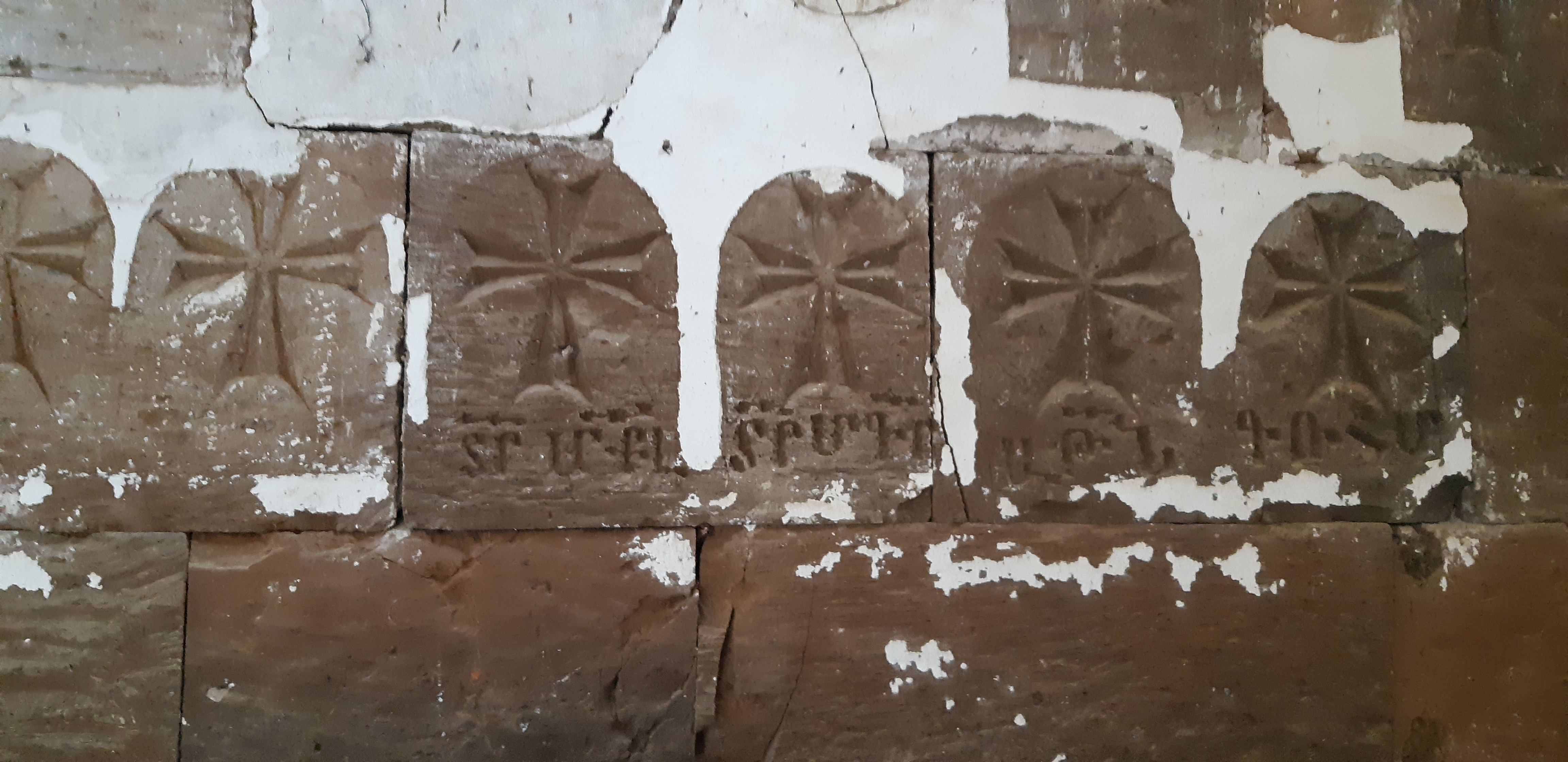